# Mesquite (Nevada)
Mesquite város az USA Nevada államában, Clark megyében. Lakosainak száma 20 471 fő (2020. április 1.).

## Népesség
A település népességének változása:
| Lakosok száma | 15 276 | 16 439 | 20 471 |
|               | 2010   | 2013   | 2020   |